# 第88回天皇杯・第79回皇后杯 全日本総合バスケットボール選手権大会

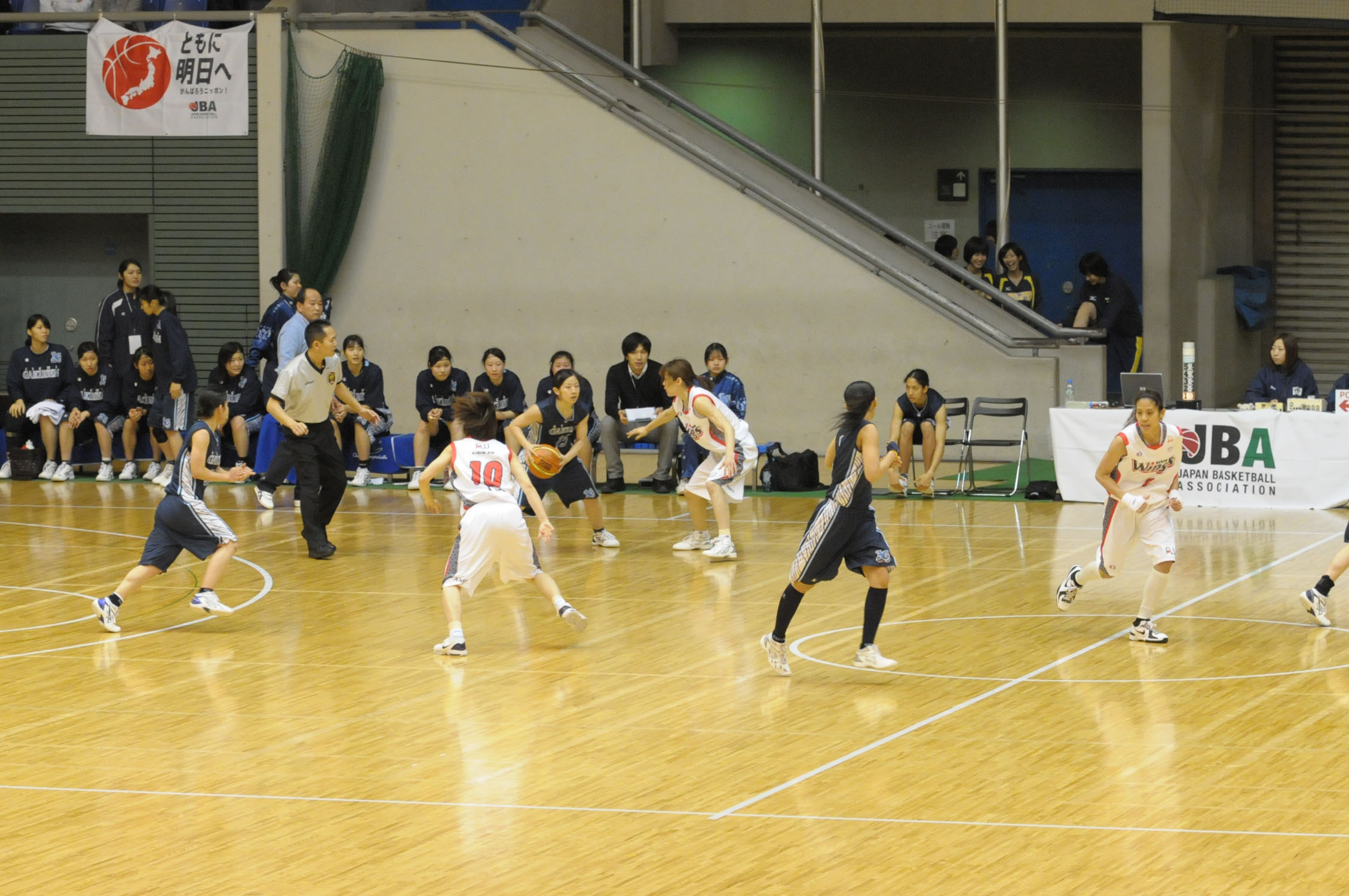
2回戦、アイシンAW対愛知学泉大

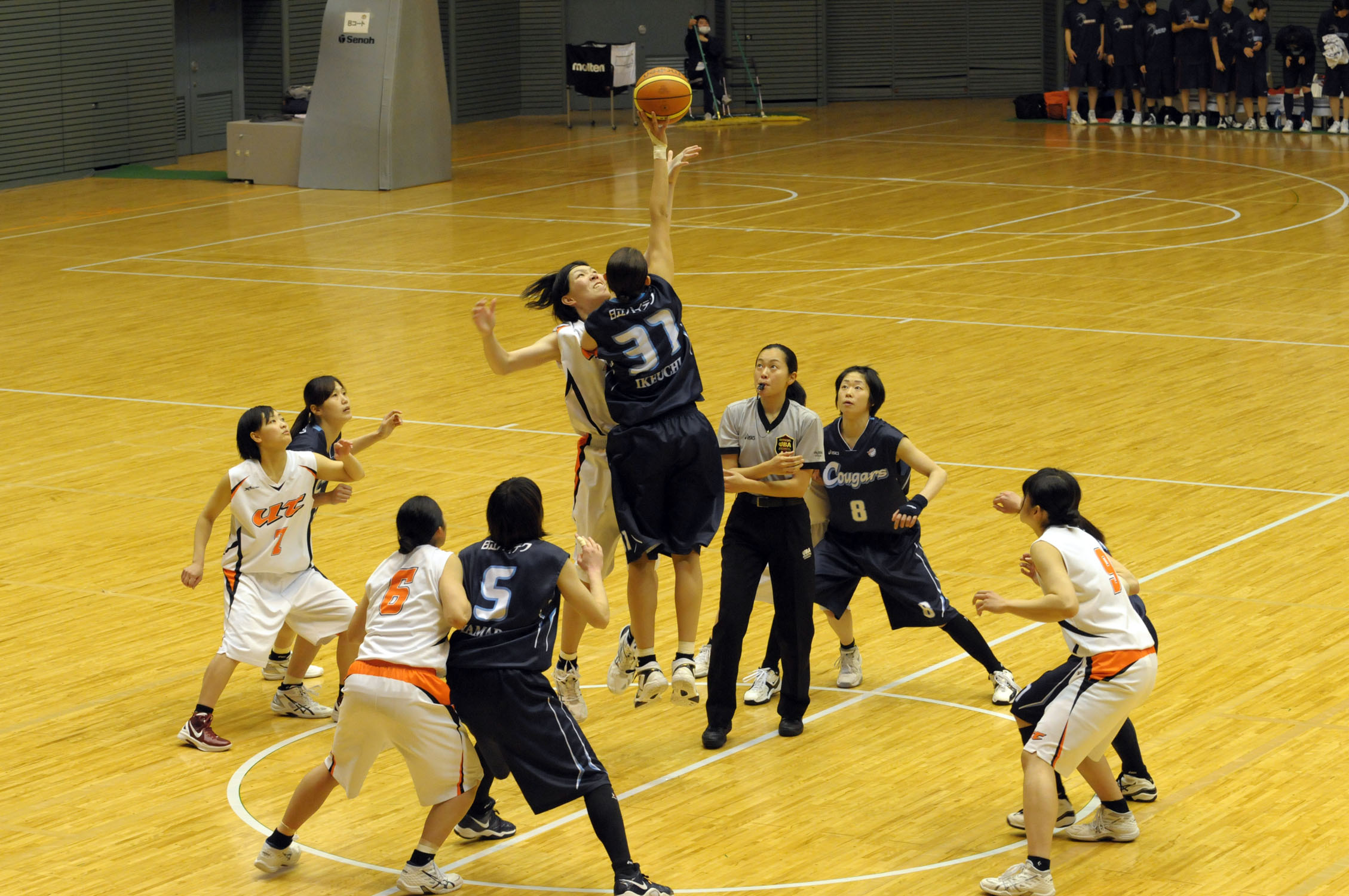
2回戦、拓殖大対日立ハイテク

「東日本大震災」被災地復興支援 第88回天皇杯・第79回皇后杯 全日本総合バスケットボール選手権大会（ひがしにほんだいしんさいひさいちふっこうしえん だい88かいてんのうはい・だい79かいこうごうはい ぜんにほんそうごう―せんしゅけんたいかい）は、2013年1月1日から14日まで国立代々木競技場第一・第二体育館と駒沢体育館で開催された全日本総合バスケットボール選手権大会である。男子は今季限りで休部となるパナソニックが16年ぶりに優勝、女子はトヨタ自動車が初優勝した。

## 出場チーム

### 男子
JBL
- トヨタ自動車アルバルク（1位）
- 東芝ブレイブサンダース（3位）
- 日立サンロッカーズ（5位）
- リンク栃木ブレックス（7位）

- アイシンシーホース（2位）
- パナソニックトライアンズ（4位）
- 三菱電機ダイヤモンドドルフィンズ（6位）
- レバンガ北海道（8位）

JBL2
- 兵庫ストークス（1位）
- アイシン・エィ・ダブリュ アレイオンズ安城（3位）

- TGI・Dライズ（2位）
- デイトリックつくば（4位）

学生
- 東海大学（1位）
- 明治大学（3位）
- 筑波大学（5位）
- 大東文化大学（7位）

- 青山学院大学（2位）
- 近畿大学（4位）
- 専修大学（6位）
- 日本大学（8位）

社会人
- 九州電力（1位）

- 横河電機（2位）

高校
- 延岡学園高等学校

地方ブロック
- 宮田自動車（北海道）
- JR東日本秋田（東北）
- 曙ブレーキ工業（関東）
- 富山大学（北信越）
- GIFU SWOOPS（東海）

- 関西学院大学（近畿）
- BEANS（中国）
- 愛媛教員クラブ（四国）
- MTC（九州）

### 女子
WJBL
- JXサンフラワーズ（Wリーグ1位）
- トヨタ自動車アンテロープス（Wリーグ3位）
- 三菱電機コアラーズ（Wリーグ5位）
- デンソーアイリス（Wリーグ7位）
- トヨタ紡織サンシャインラビッツ（Wリーグ9位）
- エバラヴィッキーズ（Wリーグ11位）

- 富士通レッドウェーブ（Wリーグ2位）
- シャンソン化粧品シャンソンVマジック（Wリーグ4位）
- 新潟アルビレックスBBラビッツ（Wリーグ6位）
- アイシン・エィ・ダブリュ ウィングス（Wリーグ8位）
- 日立ハイテク クーガーズ（Wリーグ10位）
- 山梨クィーンビーズ（Wリーグ12位）

学生
- 大阪体育大学（1位）
- 拓殖大学（3位）
- 松蔭大学（5位）
- 愛知学泉大学（7位）

- 早稲田大学（2位）
- 筑波大学（4位）
- 白鷗大学（6位）
- 大阪人間科学大学（8位）

社会人
- 山形銀行（1位）

- 鶴屋百貨店（2位）

高校
- 桜花学園高等学校

地方ブロック
- アカシヤクラブ（北海道）
- 秋田銀行（東北）
- 山梨学院大学（関東）
- 石川教員（北信越）
- 岐阜女子高等学校（東海）

- 大阪薫英女学院高等学校（近畿）
- 環太平洋大学（中国）
- 今治オレンジブロッサム（四国）
- 鹿屋体育大学（九州）

## 試合結果

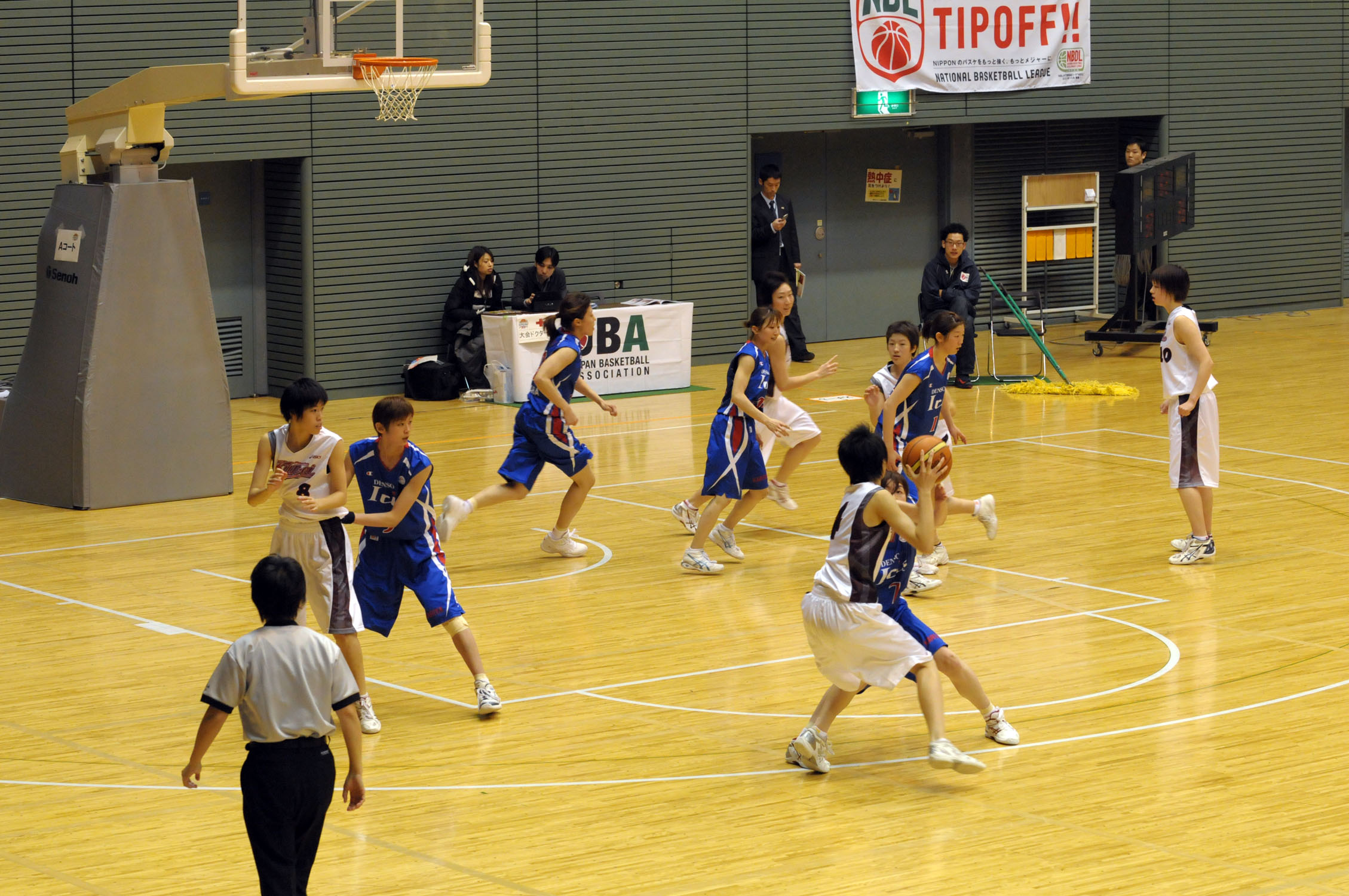
2回戦、大阪薫英女高対デンソー

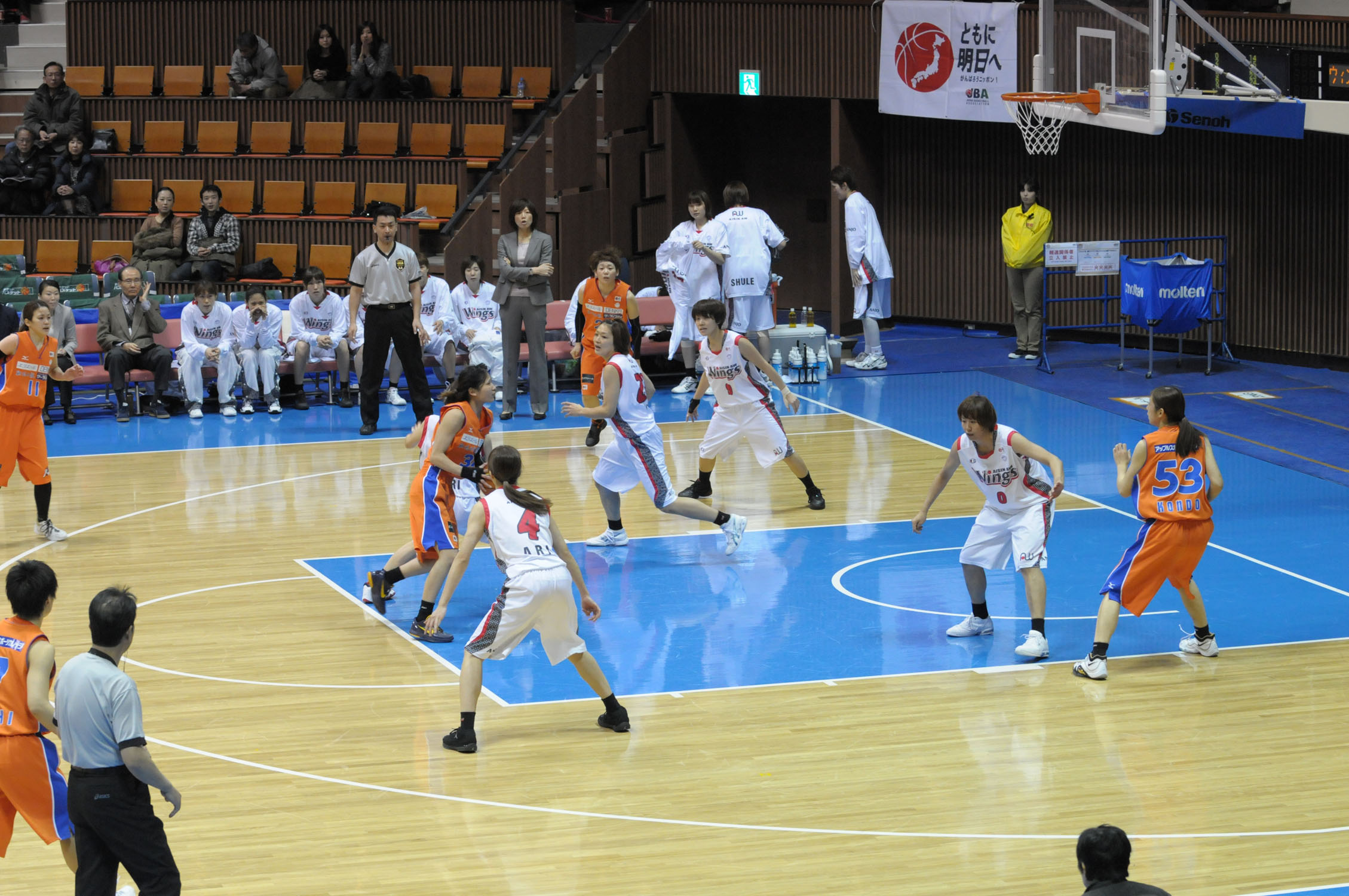
3回戦、アイシンAW対新潟アルビレックスBBラビッツ

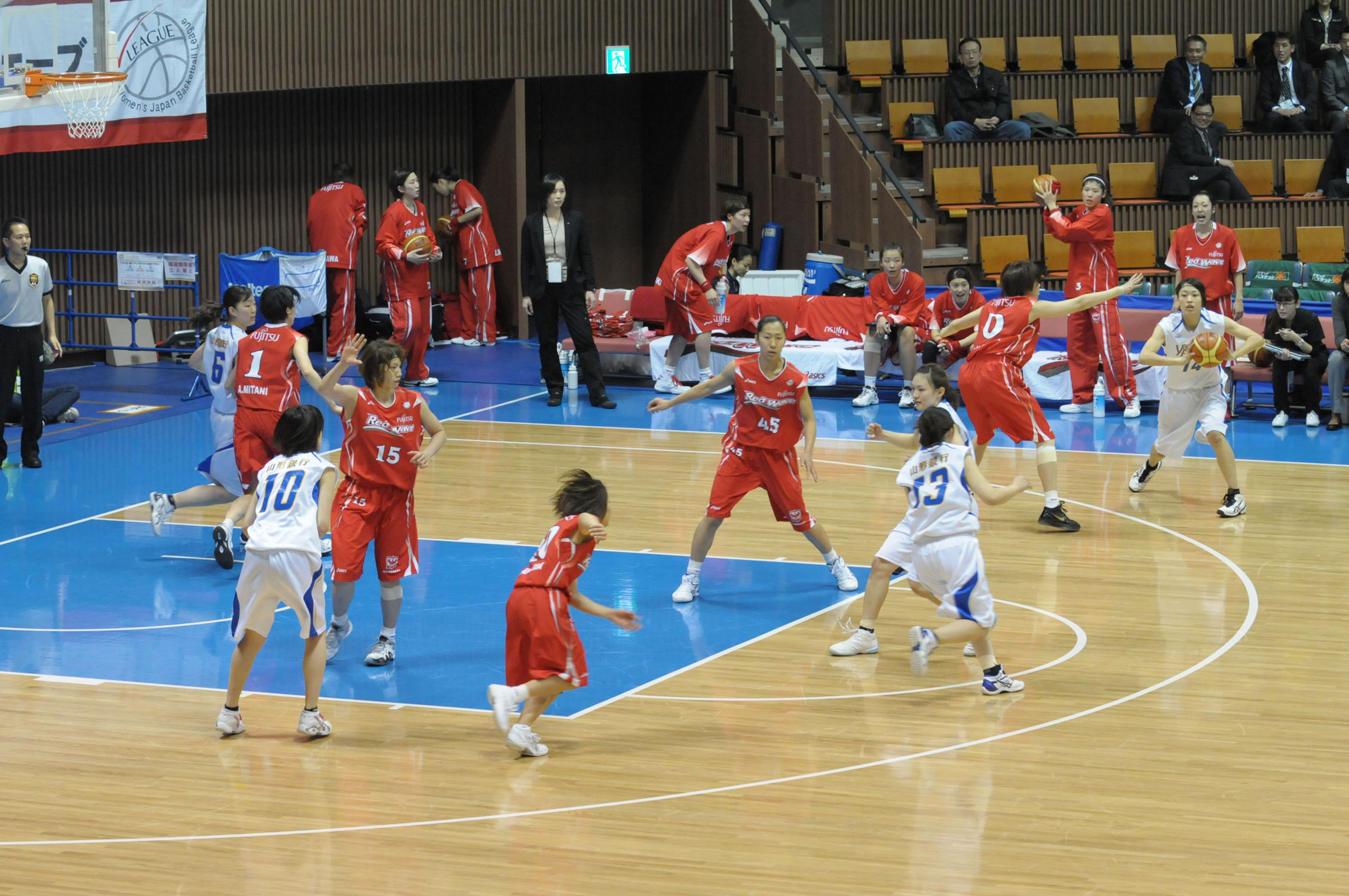
3回戦、山形銀行対富士通

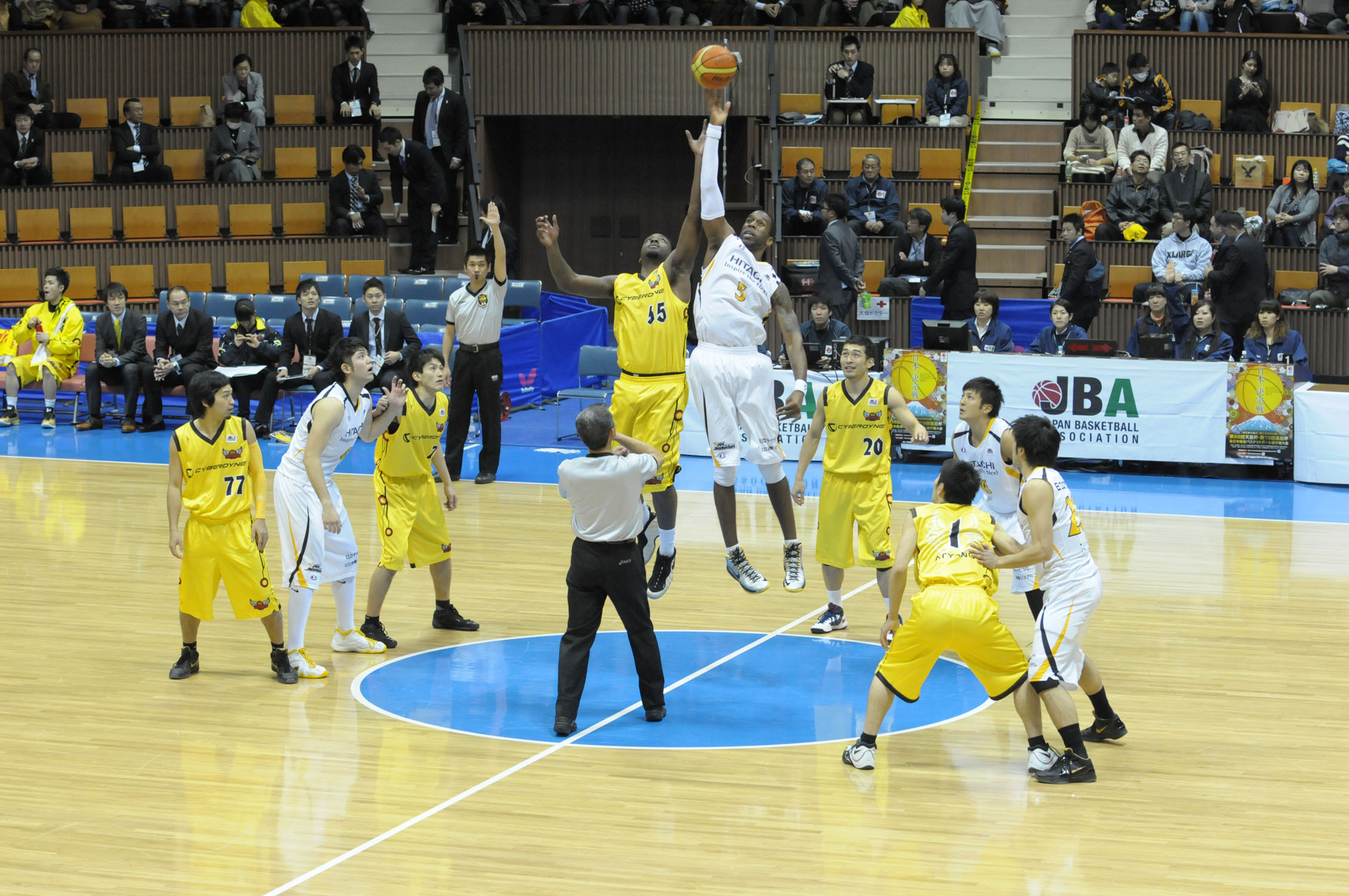
3回戦、日立サンロッカーズ対デイトリックつくば

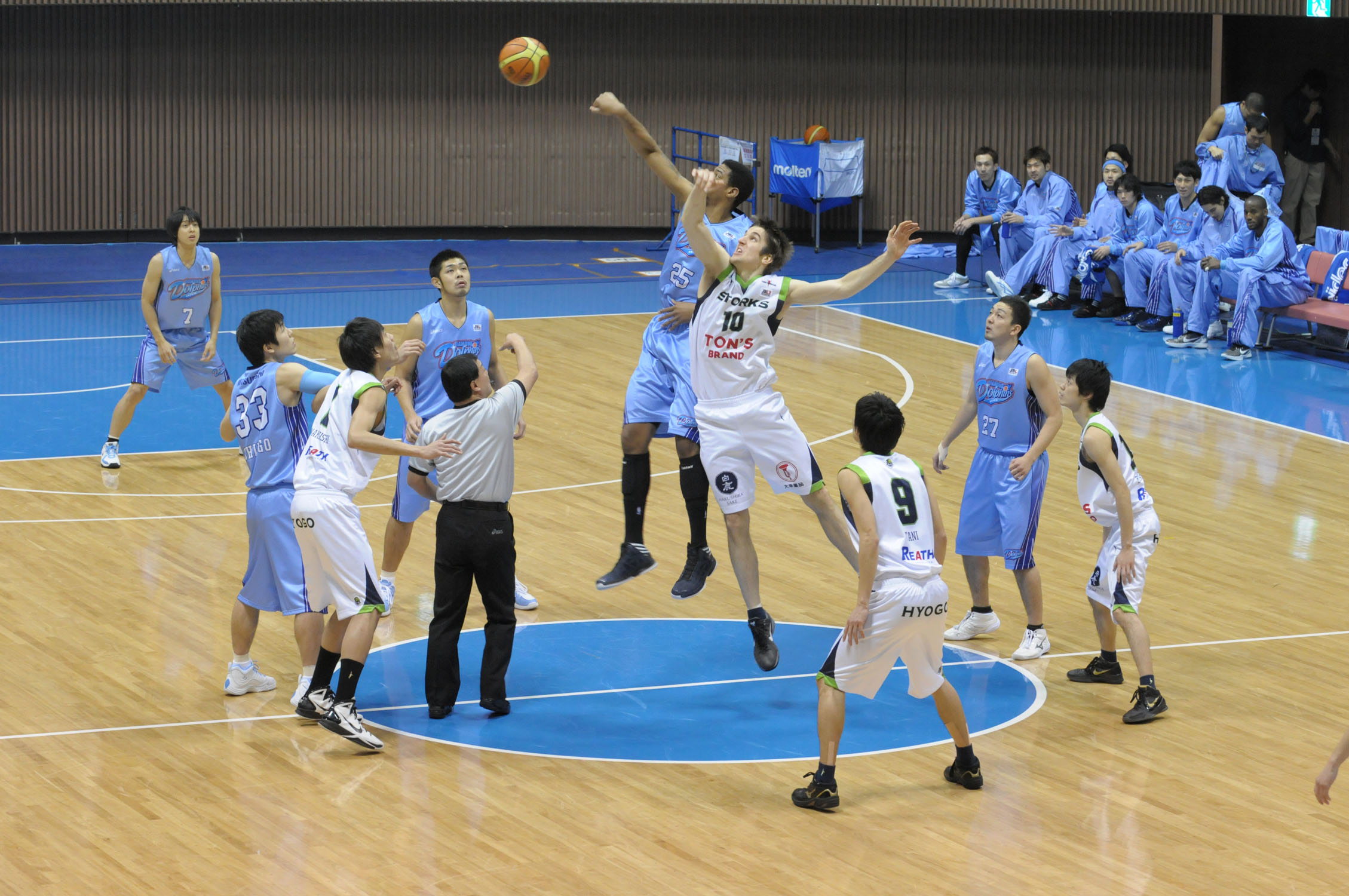
3回戦、兵庫ストークス対三菱電機

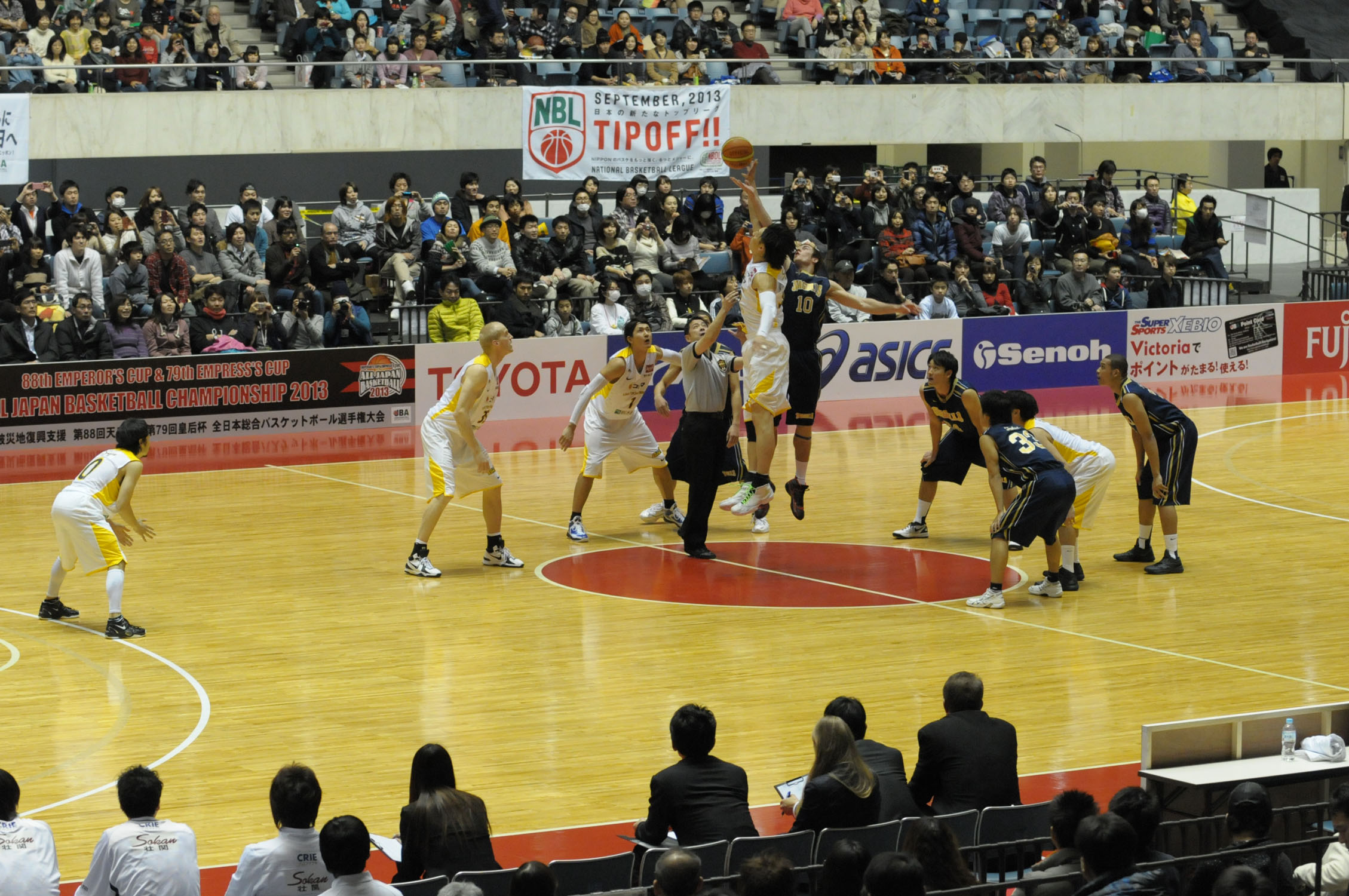
3回戦、リンク栃木対東海大

- A・B：駒沢体育館
- Y1：代々木第一体育館
- Y2：代々木第二体育館

### 男子
1回戦
| 日時      | Y2                                  | A                             | B                                 |
| --------- | ----------------------------------- | ----------------------------- | --------------------------------- |
| 1日13：40 | 富山大学 83 -71 関西学院大学        |                               |                                   |
| 1日15：20 | 愛媛教員クラブ 81 - 70 専修大学     |                               |                                   |
| 1日17：00 | 横河電機 74 - 85 デイトリックつくば | 曙ブレーキ工業 93 - 63 SWOOPS | 筑波大学 75 - 65 延岡高           |
| 1日18：40 | BEANS 75 - 76 日本大学              | 宮田自動車 65 - 92 九州電力   | JR東日本秋田 78 - 64 大東文化大学 |

2回戦
| 日時      | Y1                                  | Y2                                    |
| --------- | ----------------------------------- | ------------------------------------- |
| 2日12：00 | 富山大学 101 - 77 MTC               | 青山学院大学 88 - 61 愛媛教員クラブ   |
| 2日13：40 | デイトリックつくば 82 - 47 近畿大学 | TGI・Dライズ 81 - 77 日本大学         |
| 2日15：20 | JR東日本秋田 60 - 81 東海大学       | 明治大学 53 - 56 九州電力             |
| 2日17：00 | 筑波大学 80 - 67 アイシンAW         | 兵庫ストークス 72 - 56 曙ブレーキ工業 |

3回戦
| 日時      | Y1                                | Y2                              |
| --------- | --------------------------------- | ------------------------------- |
| 3日17：00 | TGI・Dライズ 75 - 84 パナソニック | 日立 80 - 69 デイトリックつくば |
| 3日19：00 | トヨタ自動車 120 - 63 富山大学    | 青山学院大学 93 - 81 レバンガ   |
| 4日17：00 | 東芝 100 - 64 筑波大学            | 兵庫ストークス 62 - 85 三菱電機 |
| 4日19：00 | リンク栃木 83 - 52 東海大学       | 九州電力 55 - 83 アイシン       |

準々決勝
| 日時      | Y1                                |
| --------- | --------------------------------- |
| 5日17：00 | 日立 62 - 76 パナソニック         |
| 5日19：00 | トヨタ自動車 99 - 68 青山学院大学 |
| 6日17：00 | 東芝 67 - 75 三菱電機             |
| 6日19：00 | リンク栃木 74 - 82 アイシン       |

準決勝
| 日時       | Y1                                |
| ---------- | --------------------------------- |
| 12日13：00 | 三菱電機 55 - 66 アイシン         |
| 12日15：00 | トヨタ自動車 80 - 84 パナソニック |

決勝
| 日時       | Y1                            |
| ---------- | ----------------------------- |
| 14日15：20 | パナソニック 64 - 61 アイシン |

### 女子
1回戦
| 日時      | A                                 | B                                             |
| --------- | --------------------------------- | --------------------------------------------- |
| 1日10：20 | 鹿屋体育大 77 - 92 大阪薫英女高   | 山梨学院大 62 - 51 岐阜女子高                 |
| 1日12：00 | 拓殖大 92 - 59 アカシヤクラブ     | 石川教員 68 - 89 松蔭大                       |
| 1日13：40 | 白鷗大 84 - 58 山梨クイーンビーズ | 愛知学泉大 61 - 50 秋田銀行                   |
| 1日15：20 | 環太平洋大 69 - 76 筑波大         | 大阪人間科学大 84 - 59 今治オレンジブロッサム |

2回戦
| 日時      | A                             | B                               |
| --------- | ----------------------------- | ------------------------------- |
| 2日12：00 | 大阪薫英女高 51 - 86 デンソー | トヨタ紡織 57 - 52 山梨学院大   |
| 2日13：40 | 拓殖大 66 - 82 日立ハイテク   | 鶴屋百貨店 71 - 89 松蔭大       |
| 2日15：20 | 白鷗大 57 - 53 早稲田大       | アイシンAW 63 - 61 愛知学泉大   |
| 2日17：00 | 筑波大 70 - 60 エバラ         | 山形銀行 55 - 52 大阪人間科学大 |

3回戦
| 日時      | Y1                           | Y2                            |
| --------- | ---------------------------- | ----------------------------- |
| 3日13：00 | 松蔭大学 85 - 118 シャンソン | 三菱電機 90 - 55 日立ハイテク |
| 3日15：00 | JX 72 - 46 デンソー          | トヨタ紡織 83 - 61 大阪体育大 |
| 4日13：00 | トヨタ自動車 121 - 55 白鷗大 | アイシンAW 78 - 71 新潟       |
| 4日15：00 | 桜花学園高 58 - 67 筑波大学  | 山形銀行 46 - 79 富士通       |

準々決勝
| 日時      | Y1                              |
| --------- | ------------------------------- |
| 5日13：00 | 三菱電機 61 - 76 シャンソン     |
| 5日15：00 | JX 92 - 48 トヨタ紡織           |
| 6日13：00 | トヨタ自動車 92 - 46 アイシンAW |
| 6日15：00 | 筑波大学 68 - 76 富士通         |

準決勝
| 日時       | Y1                          |
| ---------- | --------------------------- |
| 11日17：00 | トヨタ自動車 79 - 75 富士通 |
| 11日19：00 | JX 77 - 51 シャンソン       |

決勝
| 日時       | Y1                      |
| ---------- | ----------------------- |
| 13日15：00 | JX 69 - 90 トヨタ自動車 |

## 大会ベスト5
男子
- ジャミール・ワトキンス（パナソニック№40・初受賞）
- 金丸晃輔（パナソニック№14・初受賞）
- 木下博之（パナソニック№1・2年ぶり2回目）
- 柏木真介（アイシン№3・2年連続6回目）
- 桜木ジェイアール（アイシン№32・3年連続5回目）

女子
- 川原麻耶（トヨタ№2・初受賞）
- 矢野良子（トヨタ№12・2年連続6回目）
- 池田麻美（トヨタ№15・8年ぶり2回目）
- 渡嘉敷来夢（JX№10・3年連続3回目）
- 長岡萌映子（富士通№0・初受賞）

## 備考
- 東京体育館が改修のため今年は男女一回戦、女子二回戦が駒沢体育館で開催された。
- 1・2回戦は審判2人制、3回戦以降は3人制。
- 男子の決勝戦は東京都内の大雪のため15分遅れで試合開始となった。
- 男子で優勝を果たしたパナソニックは同シーズン限りで休部となるため、最後の大会を飾る結果となった。